# Copris cribricollis
Copris cribricollis là một loài bọ cánh cứng trong họ Bọ hung (Scarabaeidae).